# Eidgenössische Volksinitiative «Rettet unser Schweizer Gold (Gold-Initiative)»

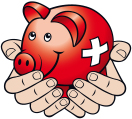
Logo der Gold-Initiative

Die eidgenössische Volksinitiative «Rettet unser Schweizer Gold (Gold-Initiative)» war eine schweizerische Volksinitiative, die von Politikern der Schweizerischen Volkspartei lanciert wurde. Die Initiative verlangte, dass die Schweizerische Nationalbank einen Mindestanteil der Währungsreserven in Gold in der Schweiz lagert. Bundesrat und Parlament empfahlen die Initiative zur Ablehnung. Die Initiative wurde am 30. November 2014 vom Souverän mit 77,3 % der Stimmen und von allen Ständen abgelehnt. Die Stimmbeteiligung betrug 48,7 %.

## Ausgangslage
Anstoss für die Initiative waren Goldverkäufe der Schweizerischen Nationalbank (SNB) seit der Jahrtausendwende. Mit der Inkraftsetzung der neuen Bundesverfassung wurde die zuvor gesetzlich fixierte Funktion des Goldes als währungspolitischer Anker obsolet. Die Nationalbank veräusserte daraufhin bis Ende März 2005 1300 Tonnen zu Preisen zwischen 240 und 440 US-Dollar pro Feinunze und später noch einmal 250 Tonnen von ursprünglich 2590 Tonnen.
Die Initiative kritisierte, durch den Goldverkauf zu ungünstigen Preisen sei der Schweiz ein Schaden von 30–40 Milliarden Franken entstanden und forderte einen Mindestanteil der Goldreserven an den Aktiva der SNB von 20 %. Zudem forderte die Initiative, die teilweise im Ausland gelagerten Goldreserven vollständig in die Schweiz zurückzuführen. Wäre die Initiative angenommen worden, hätte die Nationalbank Mittel im Wert von rund 60 Milliarden Franken in Gold (rund 1500 Tonnen) investieren müssen, um den Anteil der Goldreserven von 7,5 % (Stand: Oktober 2014) auf die geforderten 20 % zu heben.

## Initiativtext
Der Initiativtext lautete wie folgt:
Die Bundesverfassung wird wie folgt geändert:
Art. 99a (neu) Goldreserven der Schweizerischen Nationalbank

1 Die Goldreserven der Schweizerischen Nationalbank sind unverkäuflich.

2 Die Goldreserven der Schweizerischen Nationalbank sind in der Schweiz zu lagern.

3 Die Schweizerische Nationalbank hat ihre Aktiven zu einem wesentlichen Teil in Gold zu halten. Der Goldanteil darf zwanzig Prozent nicht unterschreiten.
II

Die Übergangsbestimmungen der Bundesverfassung werden wie folgt geändert:
Art. 197 Ziff. 92 (neu)

9. Übergangsbestimmung zu Art. 99a (Goldreserven der Schweizerischen Nationalbank)

1 Für die Erfüllung von Absatz 2 gilt eine Übergangszeit von zwei Jahren nach Annahme von Artikel 99a durch Volk und Stände.

## Argumente

### Pro
Die Initiative sei eine wichtige Massnahme, den Schweizer Franken zu stärken und auf Dauer stabil zu halten. Höhere Goldreserven werden nach dieser Ansicht zu einer grösseren Stabilität führen. Zudem seien die im Ausland gelagerten Goldreserven in einer Krisensituation womöglich nicht verfügbar.
Der Ankauf von Fremdwährungen (hauptsächlich Euro und US-Dollar) im Wert von 470 Milliarden Franken stelle angesichts eines Bundeshaushaltes von 65 Milliarden ein hohes Risiko dar, insbesondere da diese Währungen in einer Finanzkrise an Wert verlieren könnten. Ein Goldanteil von 20 % der Aktiven sei im Vergleich zu den bis 1999 vorgeschriebenen 40 % sehr massvoll gewählt und behindere die Nationalbank nicht in ihrer Handlungsfähigkeit.

### Contra
Die Initiative schränke die Handlungsfähigkeit der Nationalbank ein, da sie geldpolitische Massnahmen unter anderem durch die Verhinderung von Bilanzverkürzungen erschweren würde. Der aktuelle Euro-Mindestkurs sei gefährdet, da die Nationalbank mit jedem Aufkauf von Fremdwährung auch Gold hinzukaufen müsste. Zusätzlich müsste die Nationalbank über einen Zeitraum von fünf Jahren Gold für insgesamt ungefähr 70 Milliarden Franken (1500 Tonnen) nachkaufen, was in diesem Zeitraum in etwa je 11 % der weltweiten Jahresproduktion von etwa 2700 Tonnen entspreche. Der Nationalbank würde zudem die Möglichkeit genommen, aus Goldverkäufen Gewinne zu erwirtschaften. Dadurch gingen dem Bund und den Kantonen zusätzliche Einnahmen verloren.

## Internationale Auswirkungen
Analysten erwarteten bei einer Annahme der Initiative eine Goldpreissteigerung von zehn bis fünfzehn Prozent. Ausserdem hätte die Schweizerische Nationalbank ihre Bilanz deutlich vergrössern müssen, um die Wechselkursuntergrenze zum Euro garantieren zu können. Von der Forderung der Lagerung im Inland hätte sich unter anderem der Druck auf die Deutsche Bundesbank verstärken können, ihrerseits ihr im Ausland gelagertes Gold zurückzuführen.

## Repräsentative Umfragen vor der Abstimmung
Laut einer repräsentativen Umfrage des Forschungsinstituts gfs.bern antworteten sechs Wochen vor der Abstimmung 44 % der Befragten mit «Ja» oder «Eher Ja», während 39 % der Befragten mit «Nein» oder «Eher Nein» antworteten. Etwa 17 % der Befragten waren noch unentschlossen. Zwei Wochen vor der Abstimmung antworteten 38 % der Befragten mit «Ja» oder «Eher Ja», während 47 % der Befragten mit «Nein» oder «Eher Nein» antworteten. Etwa 15 % der Befragten waren unentschiedenen.

## Abstimmung
Die Initiative wurde am 30. November 2014 von 77,3 Prozent der Stimmenden und allen Kantonen abgelehnt.
| Kanton                           | Ja (%) | Nein (%) | Beteiligung (%) |
| -------------------------------- | ------ | -------- | --------------- |
| Zürich                           | 20,6   | 79,4     | 53,7            |
| Bern                             | 21,6   | 78,4     | 47,2            |
| Luzern                           | 24,7   | 75,3     | 50,1            |
| Uri                              | 25,9   | 74,1     | 41,0            |
| Schwyz                           | 29,3   | 70,7     | 51,7            |
| Obwalden                         | 27,8   | 72,2     | 49,5            |
| Nidwalden                        | 24,6   | 75,4     | 50,6            |
| Glarus                           | 24,6   | 75,4     | 40,8            |
| Zug                              | 20,3   | 79,9     | 55,9            |
| Freiburg                         | 21,3   | 78,7     | 47,6            |
| Solothurn                        | 23,6   | 76,4     | 47,3            |
| Basel-Stadt                      | 21,4   | 78,6     | 54,5            |
| Basel-Landschaft                 | 21,7   | 78,3     | 50,3            |
| Schaffhausen                     | 28,5   | 71,5     | 67,5            |
| Appenzell Ausserrhoden           | 28,5   | 67,5     | 51,6            |
| Appenzell Innerrhoden            | 26,0   | 74,0     | 45,1            |
| St. Gallen                       | 27,4   | 72,6     | 48,8            |
| Graubünden                       | 20,4   | 79,6     | 46,3            |
| Aargau                           | 24,0   | 76,0     | 49,3            |
| Thurgau                          | 27,2   | 72,8     | 46,8            |
| Tessin                           | 33,3   | 66,7     | 45,9            |
| Waadt                            | 17,0   | 83,0     | 51,8            |
| Wallis                           | 21,2   | 78,8     | 53,0            |
| Neuenburg                        | 20,0   | 80,0     | 43,9            |
| Genf                             | 23,5   | 76,5     | 51,1            |
| Jura                             | 19,4   | 80,6     | 40,7            |
| Schweizerische Eidgenossenschaft | 22,7   | 77,3     | 48,7            |

## Darstellung in den Medien
Die Darstellung in den Medien war stark gegen die Initiative gerichtet. Das Forschungsinstitut Öffentlichkeit und Gesellschaft der Universität Zürich (fög) stellte dazu in seinem Abstimmungsmonitor fest:
- „Durchgehende Ablehnung: In fast allen Medientiteln finden ablehnende Stimmen mehr Resonanz als zustimmende.“
- „Die Befürworter können zwar Argumente platzieren; in der Regel wird ihnen aber in den meisten Artikeln direkt widersprochen.“
- "Zudem wird die Glaubwürdigkeit der Initianten in den Medien stark untergraben. So wird den Befürwortern als „unbekannte Verführer“ (Südostschweiz, 7.11.) mangelnde Transparenz vorgeworfen, weil deren Kampagne von (unbekannten) Personen aus dem Ausland resp. von „Ami-Geld“ mitfinanziert würde (Blick, 6.11.). Auch weisen die Medien auf die Unterstützung durch einen „ehemaligen US Präsidentschaftskandidaten mit ziemlich radikalen Ansichten“ und „Nähe zu Verschwörungstheorien“ hin (TA, 30.10.)."